# NGC 145
NGC 145 é uma galáxia espiral barrada (SBdm) localizada na direcção da constelação de Cetus. Possui uma declinação de -05° 09' 14" e uma ascensão recta de 0 horas, 31 minutos e 45,6 segundos.
A galáxia NGC 145 foi descoberta em 9 de Outubro de 1828 por John Herschel.